# Englebert Opdebeeck
Englebert Opdebeeck (nascido em 27 de dezembro de 1946) é um ex-ciclista belga que competia em provas de estrada.
Representou seu país, Bélgica, na corrida de 100 km contrarrelógio por equipes nos Jogos Olímpicos de Verão de 1968. A equipe belga terminou na décima oitava posição.